# 钝叶决明
钝叶决明（学名：Senna obtusifolia），又名草決明、馬蹄決明、假綠豆、决明，属豆科決明屬。原产於中国長江以南各省區，现在整个美洲、亚洲、非洲、大洋洲都有分布。本種經常與小決明（Senna tora；臺灣亦稱為決明）相混淆。

## 用途
決明子是「決明」的種子，為常用中藥，種子入藥，具有清肝明目、通便的功能。主治高血壓、頭痛、眩暈、急性結膜炎、角膜潰瘍、青光眼、癰癤瘡瘍等症。用其叶泡茶，中老年人長期飲用，可使血壓正常，大便通暢。
决明在植物群落裡生命力极其旺盛，常常与其他植物争夺营养，因此在北美洲等地区，决明被视为一种难以根除的野草。

## 文学
决明使唐代诗人杜甫产生灵感，作出《秋雨叹》一篇：
|  | 雨中白草秋烂死，阶下决明颜色鲜。 著叶满枝翠羽盖，开花无数黄金钱。 凉风萧萧吹汝急，恐汝后时难独立。 堂上书生空白头，临风三嗅馨香泣。 |

- 决明子
- 決明的花枝
- 決明-叶
- 決明-茎

## 延伸阅读
[在维基数据编辑]
 《欽定古今圖書集成·博物彙編·草木典·決明部》，出自陈梦雷《古今圖書集成》

## 外部連結
- 決明 Jueming （页面存档备份，存于） 藥用植物圖像數據庫 (香港浸會大學中醫藥學院) （中文）（英文）
- 決明子 中藥材圖像數據庫  (香港浸會大學中醫藥學院) （中文）（英文）
- 優┷噸酮 Euxanthone （页面存档备份，存于） 中草藥化學圖像數據庫 (香港浸會大學中醫藥學院) （中文）（英文）
- 種子中國：決明
- （简体中文）中国数字植物标本馆中的相关内容：钝叶决明